# Myron Goldman
Myron Goldman is een personage uit de Amerikaanse dramaserie Tour of Duty. Goldman is 2nd Lieutenant van het tweede peloton van de Bravocompagnie aan het begin van de serie, en gepromoveerd naar 1st Lieutenant aan het einde van de serie.

## Biografie
Goldman werd geboren rond 1946 in Queens, Verenigde Staten. Hij is de zoon van de legendarische Kol. Goldman. Deze regelde voor zijn zoon een versnelde studie aan de Infantry OCS op Fort Benning in Georgia. Na zes maanden studeerde Goldman daar af waarna hij uitgezonden werd naar Vietnam.

## Militaire carrière
Eerste tour:

Firebase Ladybird, I Corps (van september 1967 tot januari 1968)
Als leidinggevende 2nd Lieutenant van 2nd Platoon, B ("Bravo") Company, 3/44th Infantry Regiment, 196th Light Infantry Brigade, Americal Division.
Tan Son Nhut, III Corps (eind januari 1968 tot april 1968)
Als leidinggevende 1st Lieutenant van 2nd Platoon, B ("Bravo") Company, 3/44th Infantry Regiment, 196th Light Infantry Brigade, Americal Division.

Tweede tour:

Camp Barnett, III Corps (van mei 1968 tot ?)

Team leider van "Team Viking". Als onderdeel van MACV-SOG.

## Onderscheidingen

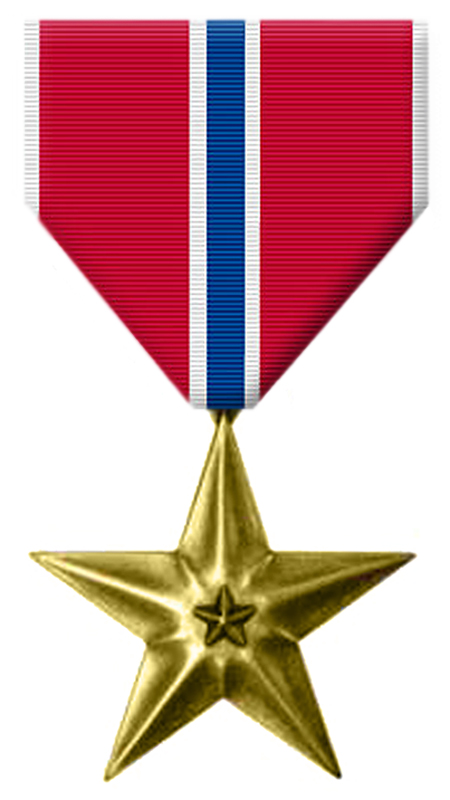
Bronze Star - driemaal ontvangen.
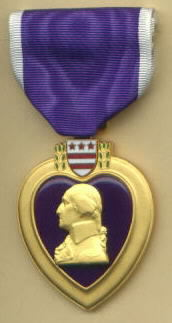
Purple Heart - eenmaal ontvangen.
National Defence Service Medal - eenmaal ontvangen.
Vietnam Campaign Medal - eenmaal ontvangen.
Vietnam Service Medal - eenmaal ontvangen.
Combat Infantry Badge - eenmaal ontvangen.